# Alhamijado književnost
Aljamiado književnost (ili alhamijado književnost) književnost je na hrvatskome, bošnjačkome, portugalskome, i španjolskome jeziku pisana i prilagođena arapskim pismom. Alhamijado književnost je pojava pisanja arabicom na nearapskom jeziku koja je postojala i kod inih južnoslavenskih i ostalih naroda, poput Iranaca, Kurda, Maura u Španjolskoj, Turaka i dr.
Ova književnost predstavlja prve doprinose u bošnjačkoj književnosti. Javlja se u Osmanskom Carstvu uglavnom na štokavskoj ikavici i na pismu arabici. Javlja se u svim krajevima gdje žive Hrvati koja su bila pod osmanskom vlašću. Javlja se i kod predaka Bošnjaka koji su pisali arabicom i koji se ubraja u baštinu na bošnjačkome jeziku. Od proznih uradaka su teološko-pravni spisi, molitve, rječnici i podnesci (arzuhali i mahzari).
Prvi zabilježeni književnik ove skupine je pisac Erdeljac Mehmed koji se 1588. – 1589. godine javlja petrarkistički spjevanim djelom Hrvatska pjesma (Hırvat Türkisi). Iz 16. stoljeća tu je i Nerkezi Muhamed Sarajlija. Iz 17. stoljeća predstavnik je Hadži Jusuf Livnjak, koji je pisao pritužbene pjesme, Hasan Kaimija Zrinović (Hasan Kaimija, Hasan Kaimi) iz Sarajeva, prognan u Zvornik, poznat po protumletačkoj pjesmi Nemojte se kladiti, a Hrvate paliti, zato ćete platiti, kad vam ode Kandija. Skupini iz ovog stoljeća pripada autor bosansko-turskog rječnika u pjesmoredcima, leksikograf Muhamed Hevaji Uskufi, koji je djelovao u tuzlanskom kraju. U 18. stoljeću poznato je djelo Duvanjski arzuhal, zatim pisac Muhamed Velihodžić, Mula Mustafa Bašeskija, Ibrahim Pačariz Biočak, Mustafa Ejubović. Javlja se i djevojka iz Sarajeva Umihana Čuvidina u 18. i 19. st., kao i Ilhamija Žepčak i Abdurahman Sirrija. 
Još su vrijedni spomena Ahmed Karahodža, Muhamed-aga Pruščanin, Hasan Mostarac, Mahmud Mostarac i mnogi drugi.